# Johan van der Meer (dirigent)
Johannes Jan Hendrik van der Meer (Noordhorn, 26 november 1913 – Achim, Niedersachsen, Duitsland, 24 april 2011) was dirigent en pionier op het gebied van de oorspronkelijke uitvoeringspraktijk bij de oude muziek.
Hij volgde een opleiding tot werktuigbouwkundige. In 1941 kwam hij in dienst als technisch tekenaar bij vliegtuigbouwer Fokker in Amsterdam. Door zijn affiniteit met de muziek keerde hij alweer in 1943 terug naar Groningen, waar hij leraar piano op de muziekschool werd.
Na de bevrijding in 1945 richtte hij, samen met een aantal prominenten uit het Groninger academisch leven, de Groningse Bachvereniging op, een koor waarmee hij - vooral kerkelijke - muziek uit verschillende perioden uitvoerde, maar waarbij de muziek van Johann Sebastian Bach voorop stond.
De meeste koormuziek van Bach heeft ook een orkest nodig, en daar ontbrak het Van der Meer nog aan vaardigheden. Al in 1946 verhuisde hij naar Den Haag om zich aan het Koninklijk Conservatorium te bekwamen in orkestdirectie. Daarnaast dirigeerde hij vele koren in die regio. Ook bleef hij de dirigent van de Groningse Bachvereniging. In 1955 keerde Van der Meer opnieuw terug naar Groningen en werd hij docent piano en muziektheorie op het toenmalige muzieklyceum, dat later is overgegaan in het Prins Claus Conservatorium.
In deze periode dirigeerde hij naast de Groningse Bachvereniging ook andere koren gedurende langere of korte tijd, zoals de Koninklijke Liedertafel Gruno, de Leeuwarder Bachvereniging en het acapellakoor van GSMG Bragi.

## Authentieke barokpraktijk
Onder de invloed van zijn contacten in de wereld van de oude muziek, met name die met de Duitse organist Harald Vogel, begon Van der Meer zich in de vroege jaren zeventig in te zetten voor een oorspronkelijker benadering van barokmuziek. Hij was daarmee de eerste koordirigent die deze benadering toepaste, en wel met zijn "eigen" koor: de Groningse Bachvereniging. Onder zijn opnamen zijn met name vocale werken van componisten als Schütz, Sweelinck en Desprez, naast uiteraard die van Bach.
Van der Meer had in 1973 de primeur van de eerste moderne authentieke uitvoering van de Matthäus-Passion in Nederland. Daarvoor had hij samen met Gustav Leonhardt alle beschikbare Nederlandse en Vlaamse musici bij elkaar geroepen. Aan de prestigieuze onderneming werkten onder anderen klavecinist Ton Koopman, alt René Jacobs, bariton Max van Egmond, en jongens uit het Tölzer Knabenchor mee. Om de gevestigde uitvoeringen van o.a. de Nederlandse Bachvereniging in Naarden, en van plaatselijke orkesten, niet voor de voeten te lopen, vonden de uitvoeringen niet in grote steden, maar in Sappemeer en Schiedam plaats. Men hoopte zo ook het risico van reputatieschade na een fiasco te verkleinen. Die laatste vrees was ongegrond: de uitvoeringen werden een succes en Van der Meers reputatie was definitief gevestigd.
Daarvoor al was het Van der Meer geweest, die in 1970 Nikolaus Harnoncourt in Nederland introduceerde. De vaste begeleider van het koor van zijn Groningse Bachvereniging, het Noordelijk Filharmonisch Orkest, bleek niet beschikbaar voor een uitvoering van het Magnificat van Bach. Van der Meer zocht daarom Harnoncourt, die hij kort daarvoor met zijn Concentus Musicus Wien bij de Bremer Tage für Alte Musik had leren kennen, in het telefoonboek op en belde op goed geluk. Harnoncourt stemde in. Het concert werd een succes. Harnoncourt heeft later veel activiteiten in Nederland gehad. Zo werd hij enige jaren na deze gebeurtenis gastdirigent van het Concertgebouworkest.
Johan van der Meer was door zijn bevlogenheid lange tijd middelpunt en katalysator in de samenwerking tussen grote namen als bovengenoemden en Gustav Leonhardt met zijn Leonhardt Consort, Ton Koopman en het Amsterdam Baroque Orchestra, Peter Kooij, Sigiswald Kuijken met La Petite Bande en Marjanne Kweksilber.
In 1982 nam Van der Meer afscheid als dirigent van de Groningse Bachvereniging met een uitvoering van Handels oratorium Israel in Egypt.
In 1983 dirigeerde hij zijn laatste concert. Met een gelegenheidskoor werden de motetten en de Fest- und Gedenksprüche van Brahms gezongen in Groningen bij de opening van het Dollard-festival. In deze uitvoering werden de barokke wortels van deze muziek voor het voetlicht gebracht.
Ook op hoge leeftijd bleef Van der Meer zich inzetten voor de authentieke uitvoeringspraktijk. Daarbij deed hij diepgaande studies naar de getallensymboliek in de oude muziek en in de Bijbel. Pas de laatste jaren trok hij zich verder terug uit het publieke leven. Hij woonde toen al in de buurt van Bremen, alwaar hij in 2011 op eerste paasdag op 97-jarige leeftijd overleed.